# Peristeria elata
Fleur du Saint-Esprit
Espèce
Statut CITES
Peristeria elata, la Fleur du Saint-Esprit, est une espèce d'orchidées tropicales qui se rencontre au Panama, au Venezuela et en Équateur. C'est l'espèce type de son genre.

## Description

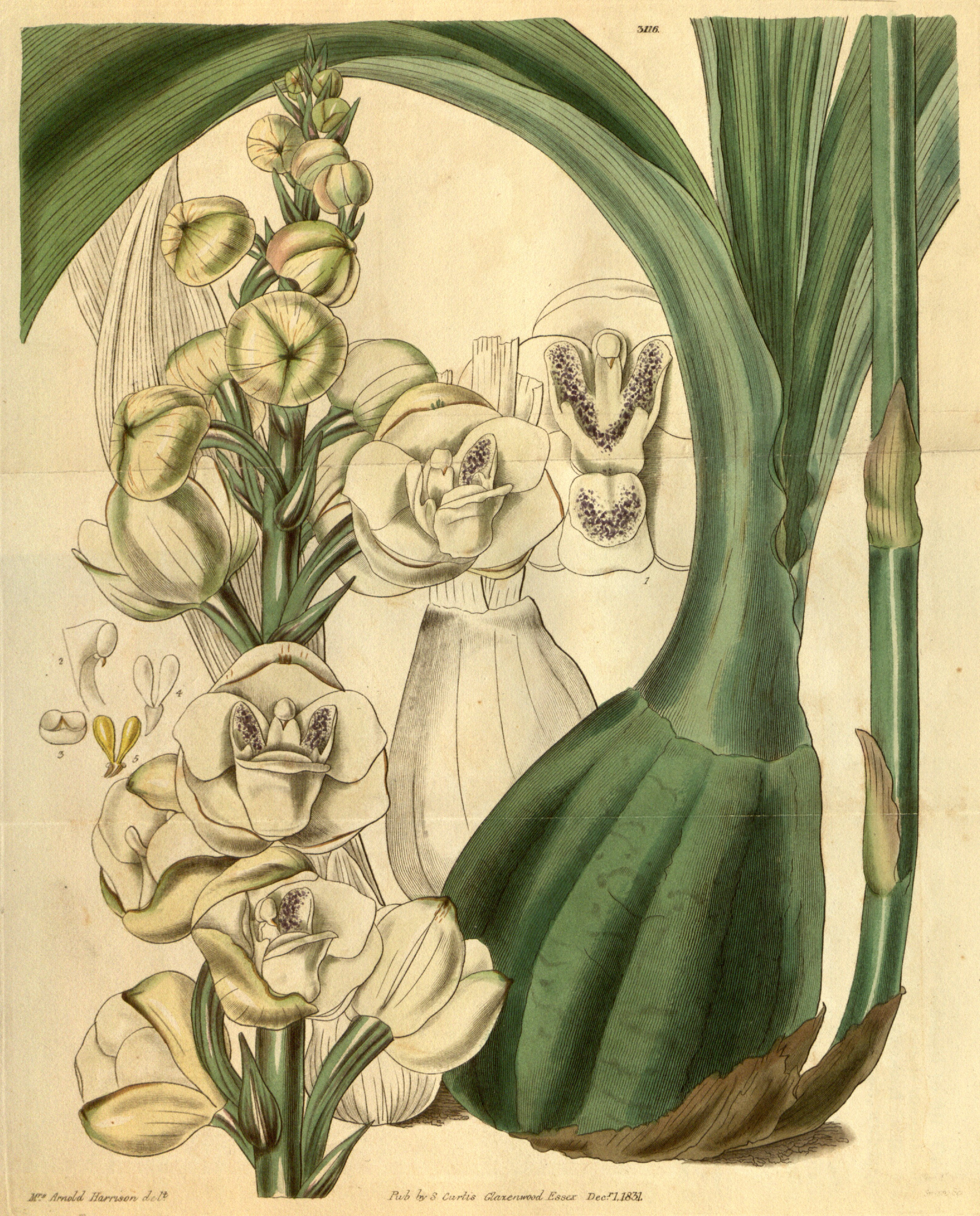
Planche 58 extraite de la flore de Curtis (1831).

La plante possède des pseudobulbes ovoïdes jusqu'à 12 cm (4,7 po) de haut, allongés et peu bombés, surmontés de quatre feuilles atteignant jusqu'à un mètre de longueur et 15 cm (5,9 po) de largeur, repliées. Les fleurs émergent de la base du bulbe et produisent quatre à douze fleurs d'une couleur blanc marbré intense avec des taches violettes. L'anthère et le pistil sont jaunes. La partie centrale de la fleur ressemble à une colombe vue de face. Son parfum est semblable à celui de la bière. Elle fleurit entre juillet et octobre.

## Répartition et habitat
Cette épiphyte s'observe dans le centre et le nord-ouest de l'Amérique du Sud et dans le Sud de l'Inde ; son aire de répartition s'étend du Costa Rica au Pérou. Au Panama, cette espèce est abondante dans les forêts de montagne très humides. On la trouve sur les troncs d'arbres couverts de mousse, à environ 1 100 m d'altitude. Dans son habitat naturel, cette orchidée pousse près du sol des forêts matures.

## Statut de conservation
Cette fleur est en grave danger d'extinction ; à cause de sa beauté, les trafiquants la retirent de son habitat. L'ONG panaméenne APROVACA (en) gère un programme de parrainage pour cette orchidée afin de la sauver de l'extinction. Peristeria elata est inscrite à l'Annexe I de la Convention sur le commerce international des espèces de faune et de flore sauvages menacées d'extinction (CITES), ce qui signifie que le commerce international de spécimens d'origine sauvage est interdit.

## Fleur nationale du Panama
En 1936, à l'occasion du Festival des Fleurs, cette orchidée est déclarée fleur nationale de la République du Panama.

## Dénominations
Ce taxon porte en français le nom vernaculaire ou normalisé suivant : Fleur du Saint-Esprit.
Elle est également connue sous plusieurs autres noms vernaculaires faisant référence à l'apparence du centre de la fleur, évoquant une colombe aux ailes déployées de face, symbole de l'Esprit saint : Orchidée du Saint-Esprit, Orchidée colombe.[réf. nécessaire]
En espagnol, elle porte le nom commun de Flor del Espiritu Santo.

## Systématique
Le nom correct complet (avec auteur) de ce taxon est Peristeria elata Hook..